# Hierro / Aeropuerto
Hierro / Aeropuerto är en flygplats i Spanien.   Den ligger i provinsen Provincia de Santa Cruz de Tenerife och regionen Kanarieöarna, i den sydvästra delen av landet, 1 900 km sydväst om huvudstaden Madrid. Hierro / Aeropuerto ligger 31 meter över havet. Den ligger på ön El Hierro.
Terrängen runt Hierro / Aeropuerto är varierad. Havet är nära Hierro / Aeropuerto åt nordost.  Närmaste större samhälle är Valverde, 3,0 km väster om Hierro / Aeropuerto. 